# Ewenny
Ewenny är en ort och community i Storbritannien.   Den ligger i kommunen Vale of Glamorgan och riksdelen Wales, i den södra delen av landet, 240 km väster om huvudstaden London. 
Communityns två största byar är Ewenny och Corntown.